# Llista de millors videojocs de l'any
Els millors videojocs de l'any (Game of the Year en anglès i abreviat GotY) són uns premis atorgats per a diversos mitjans en diferents esdeveniments i és donat per aquell videojoc que creuen que ha estat el més ben fet aquell any.

## British Academy Games Awards
Els British Academy Games Awards són uns premis anuals als "èxits creatius excepcionals" de la indústria dels videojocs.
| Any  | Joc                                          | Gènere                     | Plataforma(es)                                   | Desenvolupadors(s)      |
| ---- | -------------------------------------------- | -------------------------- | ------------------------------------------------ | ----------------------- |
| 1998 | GoldenEye 007                                | Shooter de primera persona | Nintendo 64                                      | Rare                    |
| 1999 | The Legend of Zelda: Ocarina of Time         | Acció i aventura           | Nintendo 64                                      | Nintendo EAD            |
| 2000 | Consola: iEvil 2                             | Acció i aventura           | PlayStation                                      | SCE Cambridge Studio    |
| 2000 | Handheld: Pokémon Yellow                     | Rol d'acció                | Game Boy                                         | Game Freak              |
| 2000 | PC: Deus Ex                                  | Rol d'acció                | Microsoft Windows, Mac OS                        | Ion Storm               |
| 2001 | Console: Gran Turismo 3: A-Spec              | Carreres                   | PlayStation 2                                    | Polyphony Digital       |
| 2001 | Handheld: Tony Hawk's Pro Skater 2           | Esports                    | Game Boy Advance                                 | Vicarious Visions       |
| 2001 | PC: Max Payne                                | Shooter en tercera persona | Microsoft Windows                                | Remedy Entertainment    |
| 2002 | Consola: Halo: Combat Evolved                | Shooter primera persona    | Xbox                                             | Bungie                  |
| 2002 | Handheld: SMS Chess                          |                            |                                                  | Purple Software         |
| 2002 | PC: Neverwinter Nights                       | Rol                        | Microsoft Windows                                | BioWare                 |
| 2003 | Call of Duty                                 | Shooter primera persona    | Microsoft Windows                                | Infinity Ward           |
| 2004 | Half-Life 2                                  | Shooter primera persona    | Microsoft Windows                                | Valve                   |
| 2006 | Tom Clancy's Ghost Recon Advanced Warfighter | Tactical shooter           | Microsoft Windows, PlayStation 2, Xbox, Xbox 360 | Ubisoft Paris           |
| 2007 | BioShock                                     | Shooter primera persona    | Microsoft Windows, Xbox 360                      | Irrational Games        |
| 2008 | Super Mario Galaxy                           | Platformes                 | Wii                                              | Nintendo EAD            |
| 2009 | Batman: Arkham Asylum                        | Acció i aventura           | Microsoft Windows, PlayStation 3, Xbox 360       | Rocksteady Studios      |
| 2010 | Mass Effect 2                                | rol d'acció                | Microsoft Windows, Xbox 360, PlayStation 3       | BioWare                 |
| 2011 | Portal 2                                     | Trencaclosques             | Microsoft Windows, OS X, PlayStation 3, Xbox 360 | Valve                   |
| 2012 | Dishonored                                   | Acció i aventura           | Microsoft Windows, PlayStation 3, Xbox 360       | Arkane Studios          |
| 2013 | The Last of Us                               | Acció i aventura           | PlayStation 3                                    | Naughty Dog             |
| 2014 | Destiny                                      | Rol d'acció                | PlayStation 3, PlayStation 4, Xbox 360, Xbox One | Bungie                  |
| 2015 | Fallout 4                                    | Rol d'acció                | Microsoft Windows, PlayStation 4, Xbox One       | Bethesda Game Studios   |
| 2016 | Uncharted 4: A Thief's End                   | Acció i aventura           | PlayStation 4                                    | Naughty Dog             |
| 2017 | What Remains of Edith Finch                  | Adventure                  | Microsoft Windows, PlayStation 4, Xbox One       | Giant Sparrow           |
| 2018 | God of War                                   | Acció i aventura           | PlayStation 4                                    | SIE Santa Monica Studio |
| 2019 | Outer Wilds                                  | Acció i aventura           | Microsoft Windows, PlayStation 4, Xbox One       | Mobius Digital          |